# 陶鎔 (嘉興)
陶鎔（1576年—？年），字去非，號十城，浙江省嘉興府嘉興縣人，明朝政治人物。

## 生平
丙子六月初六日生，行一，治《書經》，由附生中式癸卯鄉試九十名舉人，年三十四歲中式萬曆三十八年庚戌科會試一百十名，第三甲第五十四名進士。通政司觀政，授福建漳州府海澄縣知縣，四十四年左遷江西布政司照磨，四十五年陞永平府推官。

## 家族
曾祖陶昌；祖陶嵩；父陶富；母蕭氏（贈孺人）。永感下。弟陶尚華（府掾）。子陶復；陶升；陶垣；陶井。